# Tennistoernooi van Madrid 2021
|                                          |  |                                         |
| Aryna Sabalenka, winnares bij de vrouwen |  | Alexander Zverev, winnaar bij de mannen |

Het tennistoernooi van Madrid van 2021 werd van 29 april tot en met 9 mei 2021 gespeeld op de gravelbanen van het Manzanares Park Tennis Center ("Caja Mágica") in de Spaanse hoofdstad Madrid. De officiële naam van het toernooi was Mutua Madrid Open.
Het toernooi bestond uit twee delen:
- WTA-toernooi van Madrid 2021, het toernooi voor de vrouwen
- ATP-toernooi van Madrid 2021, het toernooi voor de mannen

## Toernooikalender
| Madrid            | april 2021 | april 2021 | mei 2021 | mei 2021 | mei 2021 | mei 2021 | mei 2021    | mei 2021     | mei 2021     | mei 2021     | mei 2021 |
| Madrid            | don 29     | vrĳ 30     | zat 1    | zon 2    | maa 3    | din 4    | woe 5       | don 6        | vrĳ 7        | zat 8        | zon 9    |
| ----------------- | ---------- | ---------- | -------- | -------- | -------- | -------- | ----------- | ------------ | ------------ | ------------ | -------- |
| vrouwenenkelspel  | 1e ronde   | 1e ronde   | 2e ronde | 2e ronde | 3e ronde | 3e ronde | kwartfinale | halve finale |              | finale       |          |
| vrouwendubbelspel | 1e ronde   | 1e ronde   | 1e ronde | 1e ronde | 2e ronde | 2e ronde | kwartfinale | halve finale | halve finale | finale       |          |
| mannenenkelspel   |            |            |          | 1e ronde | 1e ronde | 2e ronde | 2e ronde    | 3e ronde     | kwartfinale  | halve finale | finale   |
| mannendubbelspel  |            |            |          | 1e ronde | 1e ronde | 1e ronde | 2e ronde    | 2e ronde     | kwartfinale  | halve finale | finale   |

ATP-toernooi van Madrid – WTA-toernooi van Madrid

2009 · 2010 · 2011 · 2012 · 2013 · 2014 · 2015 · 2016 · 2017 · 2018 · 2019 · 2020 · 2021 · 2022 · 2023 · 2024